# FRONT MISSION ONLINE
『FRONT MISSION ONLINE』（フロントミッションオンライン）は、スクウェア・エニックスより発売された「フロントミッションシリーズ」を題材にしたオンラインゲーム。
スクウェア・エニックスのオンラインサービス「PlayOnline」を通じて提供された。

## 概要
2004年11月4日からβテストが始まり、2005年5月12日にPlayStation 2版が発売（厚型のみPlayStation BB Unitを接続）。Windows版は2005年12月8日発売。
2008年5月31日をもってサービスを終了した。
プレイヤーは第二次ハフマン紛争を舞台にO.C.U.軍、U.S.N.軍のどちらか1つの勢力に所属し、ヴァンツァーと呼ばれる兵器を操り、戦争に参加していく。
従来の「フロントミッションシリーズ」とは異なり、戦闘部分はターン制ストラテジーではなくTPS形式のアクションである。プレイヤー同士の会話用にボイスチャットに対応している。また、本作ではサーバ・クライアント間との通信とは別に、ユーザー間ではP2Pによるデータのやり取りを行うため、UPnPなどに対応していない古いルーターを使用していると、プレイできない可能性があった。このため、ゲームをプレイ可能な通信環境であるかを確認するプログラム（PS2はPlayOnline上のフロントミッションページより）が用意されていた。

## ゲーム内容
プレイヤーはO.C.U.軍、U.S.N.軍いずれかの勢力を選択し、名前や容姿の設定後に3種類のジョブ選択を行う事で支給されるヴァンツァーが各軍3種類、計6種類の中から決定され、新兵としてハフマン島に派兵された一兵士となりゲームを進める事となる。対COM戦を行うなど経験値を稼ぐ事でプレイヤーレベルとジョブレベルを上げ徐々にヴァンツァーをパワーアップさせ、メンバーを集めて対戦を行う事で更に多くの経験値を得る事が出来る。またNPCが依頼してくるさまざまな指示をクリアする事でハフマン島で起こっているある組織の暗躍の一端を垣間見られる。

## ゲームシステム
セクターと地形、建造物
舞台となるハフマン島はO.C.U.、U.S.N.に二分されており、それぞれ実効支配の度合いによって「統制区」「占領区」「激戦区」の順に存在する。よって、6つの区に分かれており、これは“ゾーン”と呼称される。このゾーンは複数の地域区分である“エリア”に分割され、プレイヤーのパイロットレベルによっては移動できる範囲が限定されている（パイロットレベルが20以上になれば、無条件で自軍内の全ゾーン、エリアへ移動可能）。
後述の闘技場を除く各エリアには、Scramble BoardとMap Selectorが設置されており、プレイヤー同士で結成されるバトルグループ（B.Gと略す）の作成を経て、Map Selectorから希望するセクターへ出撃していく。セクターとはプレイヤーが戦闘を行う場所である。プレイヤー間での戦闘が発生する以外の全セクターには固有の難易度(RANK)が設定されており、RANKが高いセクターほど登場するNPCヴァンツァーの強さが高くなる。また、激戦区のセクターにはRANKが設定されておらず、NPCヴァンツァーの強さを判断する基準はそのセクターの最低出撃B.Gコスト、最高出撃B.Gコストに順ずる。無論、そのコストが高いセクターには、より強力なNPCヴァンツァーが出現する。各セクターの地形は、草地、岩地、都市、砂漠、湿地、森林、基地の7種によって形成されており、それぞれに有利なJobや装備などが異なっている。
停戦処理
2006年2月より導入。フェイズと呼ばれる2ヶ月間を戦い抜き、その結果、都市セクターを多く制圧している陣営を勝利とするシステムである。2ヶ月ごとに区切りがあり、フェイズの開始時には激戦区全セクターの制圧率の初期化と、敗北陣営に対するペナルティが与えられる。
闘技場

### セットアップ
- 各ジョブによる機体が存在し、それぞれ特性が異なる。（スナイパー用機体では精密射撃が可能である反面、耐久度が極端に低い等）
- ボディの出力以上の積載を行うとペナルティーが発生する。（アサルトタイプの機体ではローラーダッシュ不可能、その他の機体ではサイドステップ不可能）
- 出力ペナルティー以上の積載を行おうとすると出撃不可と表示される。

以上の限られた状況下でいかにセットアップの工夫をこらすかもゲームの醍醐味となっていた。

#### 多様な装備
詳細なステータス

武器種
本作の舞台が「兵器の見本市」とも呼ばれる第二次ハフマン紛争時なだけあり、多彩なヴァンツァーパーツ・武器が登場するのが特徴である。
バックパック
基本となるアイテム収納用バックパックのほかに、各ジョブによって様々なバックパックが存在する。短時間ながらWAPを浮上させる事が出来るジェットパックなどもあり、それを用いて空中戦を行うことも可能であったが、テンダスで武装して格闘戦を行うジェットナックラー等のネタとして扱われていた。
迷彩、エンブレム
従来のシリーズ同様、セットアップ時に変更可能な機体用ペイントマーク。ショップでの購入のほか、イベントをクリアした際に入手できる限定品もあった。

#### 改造
パーツ・武器を改造することによって、機能の向上を図るシステム。パーツであるなら属性防御の強化や軽量化などが、武器であるなら装弾数や射程の増加などを出来るが、反面一機能の向上によって低下する機能も存在するので兼ね合いが必要。また、改造には限界が存在するので上位機に買い換えた方が良い場合もある。

#### キャラクターメイキング
レベルと階級
階級は訓練兵から大佐まで存在し、昇格するにつれ日給の支給額が増加する。
ジョブ
ジョブとはWAPの搭載COMの方向性のこと。基本的には機体のセットアップと同調して決定することになる。以下の七種存在し、プレイヤーたる一兵士はこれを元にセットアップを行い、バトルグループを組むこととなる。
基本ジョブ
アサルト
格闘武器や近距離用腕火器（0 - 300m程度）を装備し、素早い動きで敵を遊撃する。機体特性としてはローラーダッシュによるヒットアンドウェイとある程度の精密射撃が可能だが耐久力が低い。
ミサイラー
遠距離から重支援肩火器による援護を行う。機体特性としては積載量が多いが鈍重で耐久力がある。
メカニック
リペアバックパックを装備し、傷ついた友軍を修理する。機体特性として積載量が多いが、リペアバックパックの重量がかさむため重量のある武器が装備しにくい。耐久力は普通。

上級ジョブ（パイロットレベルが上がることで選択可能）
スナイパー
長距離射撃による遠方からの援護、状況に合わせた行動を求められる。機体特性としてはバックパックによるステルス装備とスナイパーライフルによる超精密射撃が可能である反面、耐久力は脆弱。
レコン
センサーバックパックによって、有視界を越えて索敵を行う。機体特性としては素早い動きが可能だが積載量は少なくセンサーバックパックを積むとほとんど武器が搭載できない。射撃能力も低く、耐久力も低い。
ジャマー
敵機の電子機器を妨害するEMP、もしくはミサイル攻撃から身を守るECMを使用する攻防の要。機体特性としては平均的であるがEMP、ECMの重量もある程度かさむため、武器の選択肢が限られる。耐久力は普通。
コムス
長期戦において決め手となる、航空部隊によるサルベージ、補給及び爆撃を要請する。機体特性としては射撃能力も低く、一番鈍重であるかわり耐久力が高い。

亡命
文字通り、OCUからUSNへ、あるいはUSNからOCUへ配属を変えるシステム。一定のペナルティが付くもののレベルなどはそのまま。

## 登場キャラクター
プレイヤー（名前、性別、外見を設定可能）
ヴァンツァーに搭乗する兵士の1人にしてプレイヤーの分身。名前、性別だけでなく、髪型や体格などもある程度自由に選択できる。